# Droga nr 41 (Islandia)
Droga 41 (isl. Þjóðvegur 41, Reykjanesbraut) – droga na Islandii. Łączy Reykjavík z miastem Keflavík, gdzie znajduje się jedyne międzynarodowe lotnisko Islandii – Keflavíkurflugvöllur. Jest główną drogą półwyspu Reykjanes, a także stanowi jedną z najważniejszych arterii regionu stołecznego.
Nawierzchnia na całej długości drogi wykonana jest z asfaltu. Na znacznej długości trasa jest dwujezdniowa.

## Ważniejsze miejscowości leżące przy drodze 41
- Kópavogur
- Garðabær
- Hafnarfjörður
- Njarðvík
- Keflavík